# 제1기갑사단 (독일 연방방위군)
제1기갑사단(第1機甲師團, 독일어: 1. Panzerdivision)는 독일 연방 육군의 기갑 사단이다. 독일 북부 지역에 넓게 배치되어 있으며, 제10기갑사단와는 반대로 고강도 분쟁에 대응하는 임무를 수행한다.
현재 사단은 유럽 연합 제1독일-네덜란드 군단과 NATO 신속 대응군에 기여하며, 미국 육군 제28보병사단과 파트너쉽을 맺고 있다.

## 역사
연방 육군이 공식적으로 창설된 1956년 7월 1일에 편성되었다. 처음에 사단은 창설된 당시부터 1981년까지 기갑척탄병 부대로 편성되었고, 이 후로는 기갑부대로 재편성되었다. 냉전 시대부터 제1군단이 제1독일-네덜란드 군단으로 재편성되는 1995년 8월 30일까지 중부유럽 연합군의 북부군집단의 일원으로서 근무하였다.
1962년 함부르크 침수와 2002년 동부 독일 침수 재해에 투입되어 인도주의적 작전을 수행하였다.
2013년 6월 28일, 제13기갑척탄병사단이 해산되면서, 제41기갑척탄병여단의 지휘권이 사단으로 이양되면서 예하 부대로 추가 편성되었다.

## 편성
- 사단 본부중대
- 제1군악대
- 제3정찰교도대대
- 제1통신연대
- 제6방공교도연대
- 제610경방공교도포대
- 제110경화생방방어중대
- 제7화생방방어대대
- 제100포병연대
  - 본부포대
  - 제132로켓포대대
  - 제131감시및포착대대
- 100 공병 연대
  - 본부중대
  - 제1기갑공병대대
  - 제130중장공병대대

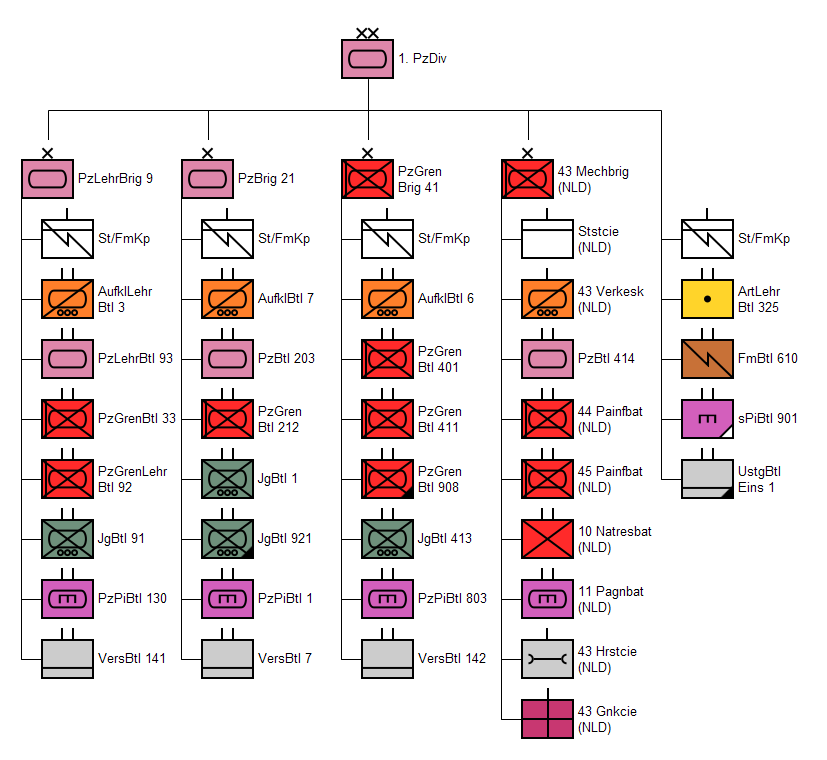
독일 연방방위군 제1기갑사단 편성표

- 제9기갑교도여단, 니더작센주 헤스구 뮨스터
  - 본부 및 통신중대
  - 제33전차대대
  - 제93전차교도대대
  - 제92기갑척탄병교도대대
  - 제325기갑포병교도대대
  - 제90정찰교도중대
  - 제90기갑공병교도중대
  - 제141군수대대
- 제21기갑여단, 노르트라인베스트팔렌주 리프페구 아우구스트도르프
  - 본부 및 통신중대
  - 제203전차대대
  - 제212기갑척탄병대대
  - 제215기갑포병대대
  - 제210정찰중대
  - 제200기갑공병중대
  - 제7군수대대
- 제41기갑척탄병여단, 노이브란덴부르크
  -  본부 및 통신중대
  - 제413전차대대
  - 제401기갑척탄병대대
  - 제411기갑척탄병대대
  - 제908기갑척탄병대대 (예비)
  - 제6수색대대
  - 제803기갑공병대대
  - 제901공병대대 (예비)
  - 제801통신대대
  - 제142군수대대